# SIG Sauer М17
SIG Sauer M17 и M18 — служебные пистолеты, производные от SIG Sauer P320, используемые вооруженными силами США. 19 января 2017 года армия США объявила, что модифицированная версия SIG Sauer P320 выиграла армейский конкурс модульной системы пистолета XM17. Полноразмерная модель получила обозначение M17, а укороченная модель — M18. Впоследствии пистолеты были приняты на вооружение армии, флота, корпуса морской пехоты, ВВС и космических сил. Пистолет заменяет Beretta M9, а также несколько других пистолетов на службе. Есть два цветовых варианта: коричневый и черный, как для M17, так и для M18, хотя почти все они были произведены в коричневом цвете.

## Конкурс Modular Handgun System

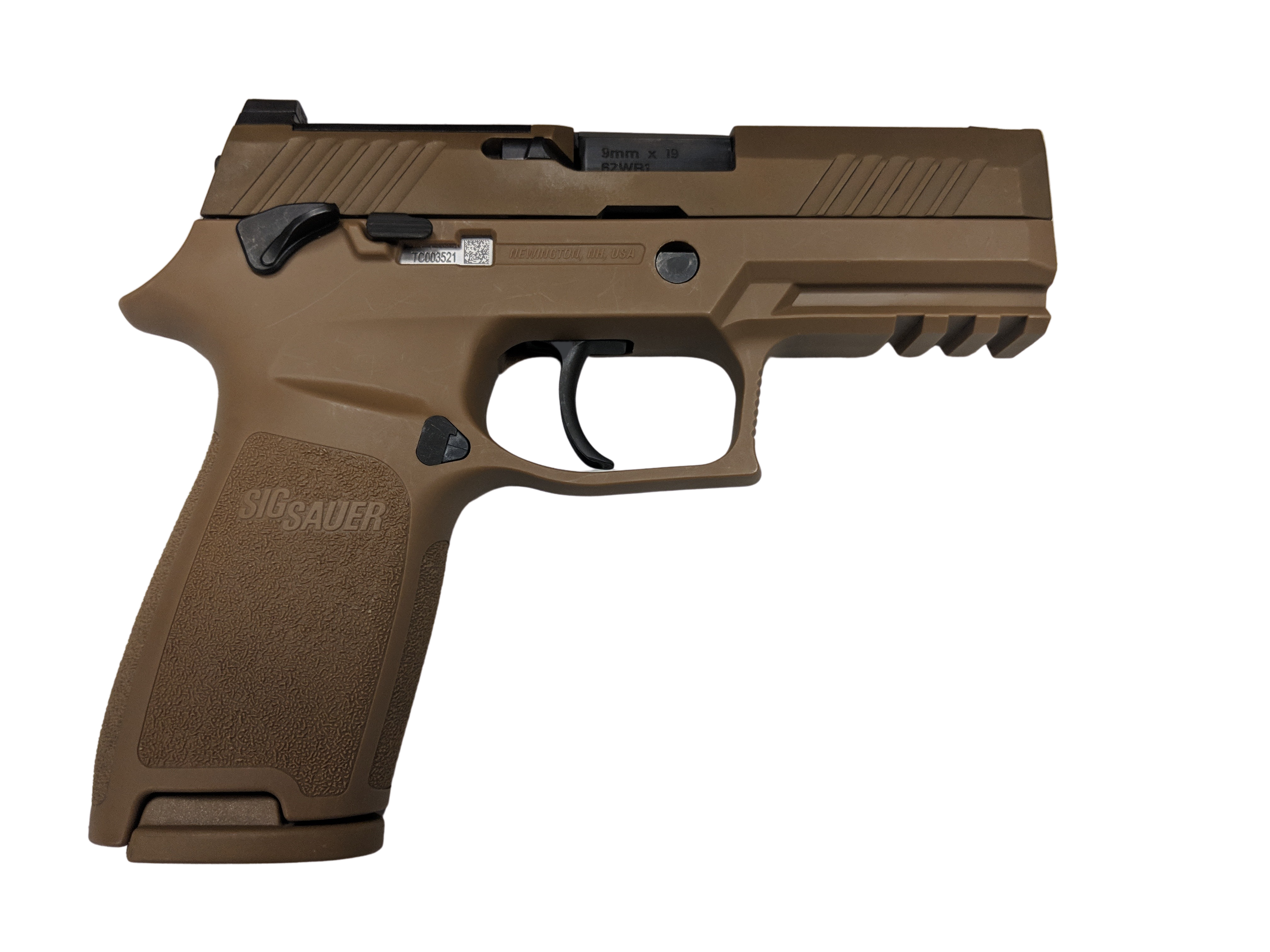
Стандартный M18 с магазином на 17 патронов

Когда были сформулированы требования к новому пистолету для армии США, один из принципов предложения заключался в том, что существующая модель пистолета должна соответствовать требованиям, изложенным на конкурсе XM17 Modular Handgun System. SIG Sauer представила P320 с рядом модификаций на конкурс XM17 Modular Handgun System.

## История

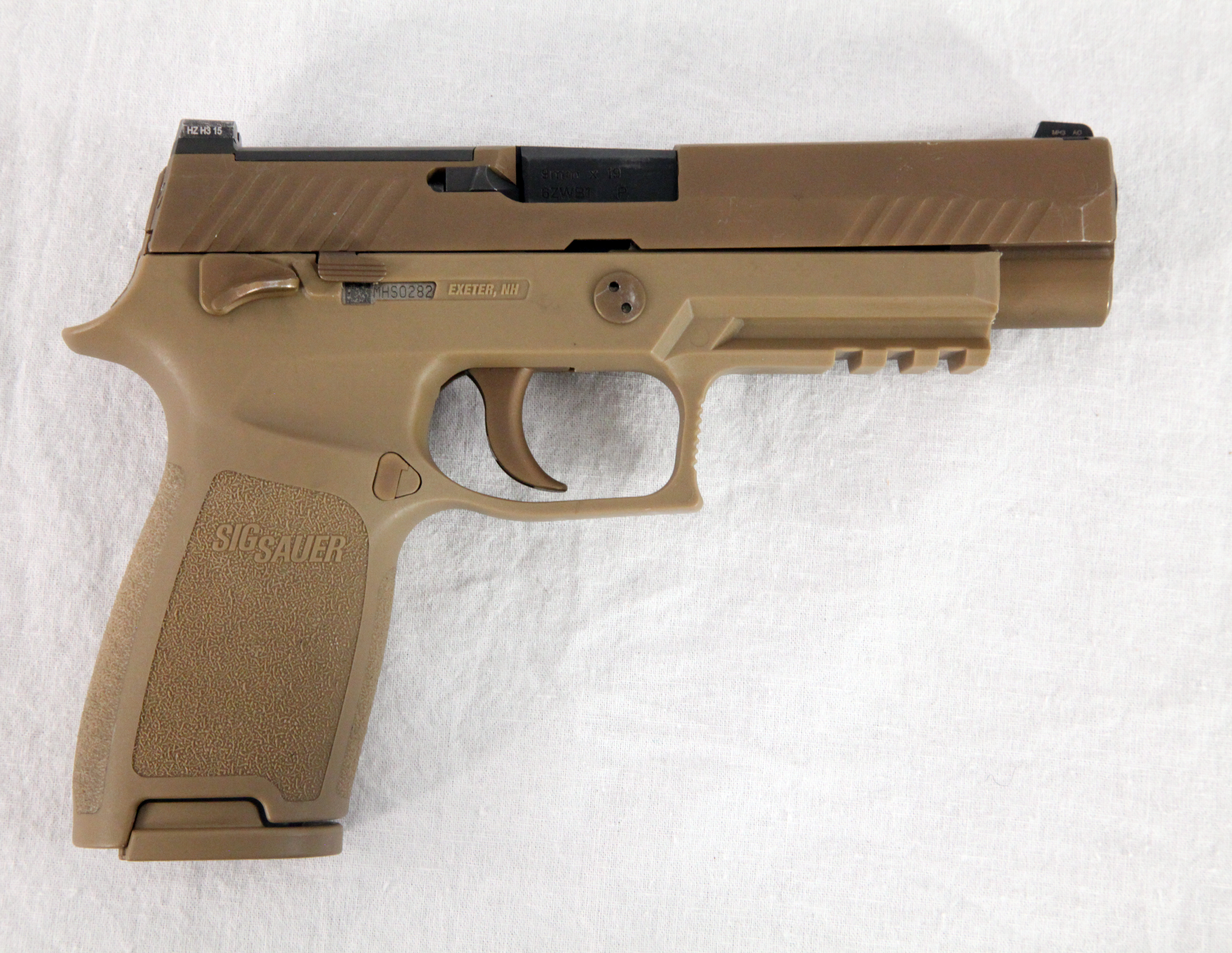
Прототип XM17 с магазином на 17 патронов. Коричневый спусковой крючок использовался только в начале производства.

### Победа SIG Sauer на конкурсе
19 января 2017 года армия США объявила, что вариант SIG Sauer P320 MHS выиграл военные испытания Modular Handgun System. Модифицированный P320 впоследствии получил обозначение M17 (полноразмерный) и M18 (компактный) для военной службы США. M17 имеет лучшую точность и эргономику, а также меньший разброс, чем Beretta M9, и будет использоваться более широко, начиная с командиров отделений и огневых групп . Все операторы сил специальных операций США вооружены пистолетом и винтовкой. Младшие командиры в регулярных пехотных подразделениях, которые ранее были лишены возможности носить личное оружие, получат больше выбора и возможностей в ближнем бою в соответствии с новой политикой. Планируется, что все армейские подразделения заменят M9 на M17 в течение десятилетия.

### Принятие на вооружение
В мае 2017 года армия объявила, что к концу года первым подразделением, которое получит M17, станет 101-я воздушно-десантная дивизия. В то же время остальные Вооруженные силы США заявили, что они также намерены приобрести данный пистолет, что в будущем сделает его стандартным оружием для всей армии США. Всего вооружённые силы планируют закупить до 421 000 единиц оружия; 195 000 для армии, 130 000 для ВВС, 61 000 для ВМФ (только компактная версия M18) и 35 000 для морской пехоты.
В 2019 году Корпус морской пехоты выбрал M18 для замены нескольких пистолетов. В то время как другие службы ранее в основном использовали Beretta M9 и M9A1, Корпус также планировал заменить свои пистолеты M45A1 и M007 на M18. M45A1 был изготовлен компанией Colt, а недавно принятый на вооружение M007 был изготовлен компанией Glock. Морские пехотинцы начали эксплуатировать M18 в 2020 году.
Хотя изначально было объявлено, что береговая охрана США примет на вооружение пистолет M17/18, в сентябре 2020 года агентство объявило, что они приобретут пистолеты Glock 19 Gen 5 в рамках закупок МВБ. В ноябре 2019 года SIG Sauer объявила о поставке вооруженным силам США стотысячного пистолета M17/M18.

### Боеприпасы
Хотя пистолет и остался под патроном 9×19 мм, а не большего калибра, контракт позволяет армии и другим службам закупать предложенные SIG Sauer патроны с цельнометаллической оболочкой XM1152 и боеприпасы специального назначения XM1153. Боеприпасы представляют собой патроны с полым наконечником от Winchester в оболочке; внешне похожие на патроны Winchester PDX1, но с некоторыми отличиями в конструкции лепестков с полым концом. Один патрон представляет собой стандартный патрон весом 115 гран, получивший обозначение M1152, другой — патрон специального назначения весом 147 гран, получивший обозначение M1153. Olin Corporation (торговая марка Winchester) получила контракт на производство примерно 1,2 млн патронов.

## SIG Sauer P320-M17 и P320-M18

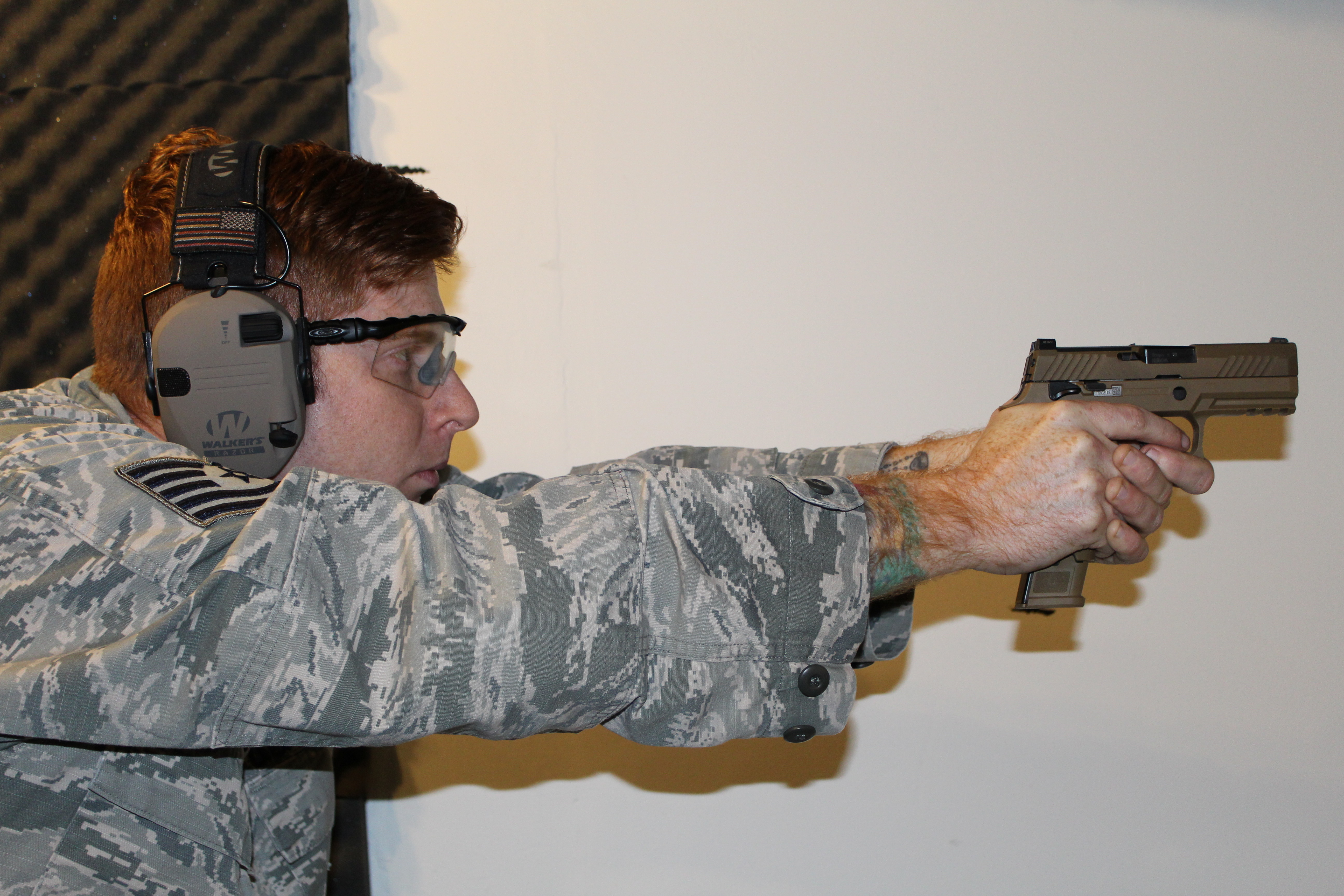
Военнослужащий ВВС США стреляет из M18 с магазином на 21 патрон.

В 2018 году SIG Sauer выпустила вариант пистолета для гражданского рынка под названием P320-M17. Огнестрельное оружие почти идентично, хотя в нем отсутствуют демонтажные винты с защитой от несанкционированного доступа, и оно доступно с внешним ручным предохранителем или без него. Затвор P320-M17 из нержавеющей стали имеет PVD-покрытие, а элементы управления имеют черную отделку, как на более поздних партиях армейских служебных пистолетов M17. Также было выпущено памятное издание, названное просто M17 Commemorative, произведенное в точных характеристиках оригинального оружия, поставленного в армию, включая коричневый спусковой крючок и органы управления, тот же выбор магазинов, выбранный военными, и доставленный в простой картонной коробке. вместо обычного жесткого черного пластикового футляра SIG Sauer, как упаковывались военные пистолеты. Производство M17 Commemorative было ограничено тиражом в 5000 единиц.
В 2020 году SIG выпустила P320-M18, который имеет ту же адаптацию военной конфигурации, на этот раз с более коротким M18.

## Пользователи
- США
  - Армия США
  - ВМС США
  - Корпус морской пехоты США
  - ВВС США
  - Космические силы США